# Robertas Giedraitis
Robertas Giedraitis (Kaunas, 29 agosto 1970) è un allenatore di pallacanestro ed ex cestista lituano.
È il padre di Rokas, a sua volta cestista.